# Fidżi na Letnich Igrzyskach Olimpijskich 2016
Fidżi na Letnich Igrzyskach Olimpijskich 2016 – występ kadry sportowców reprezentujących Fidżi na letnich igrzyskach olimpijskich w 2016 roku w Rio de Janeiro.
Reprezentacja liczyła 54 zawodników – 37 mężczyzn i 17 kobiet. Wystąpili oni w czternastu konkurencjach w dziesięciu dyscyplinach sportowych. Najstarszym członkiem reprezentacji był 53-letni strzelec, Glenn Kable, a najmłodszą – 17-letnia tenisistka stołowa, Sally Yee.
Męska reprezentacja kraju w rugby 7 zdobyła pierwszy w historii medal olimpijski dla Fidżi. Rugbyści zostali mistrzami olimpijskimi po zwycięstwie we wszystkich rozegranych meczach.
Chorążym reprezentacji podczas ceremonii otwarcia igrzysk był kapitan drużyny rugbystów, Osea Kolinisau.
Był to czternasty start reprezentacji Fidżi w letnich igrzyskach olimpijskich i siedemnasty występ olimpijski, wliczając w to zimowe igrzyska.

## Zdobyte medale
| Medal | Zawodnik | Dyscyplina | Konkurencja      | Rezultat                                                     | Data             |
| ----- | --- | ---------- | ---------------- | ------------------------------------------------------------ | ---------------- |
| Złoto | Reprezentacja w rugby 7 mężczyzn Osea Kolinisau Apisai Domolailai Jasa Veremalua Josua Tuisova Kitione Taliga Leone Nakarawa Samisoni Viriviri Savenaca Rawaca Semi Kunatani Jerry Tuwai Vatemo Ravouvou Viliame Mata Masivesi Dakuwaqa | Rugby 7    | turniej mężczyzn | W finale zwycięstwo 43:7 nad reprezentacją Wielkiej Brytanii | 11 sierpnia 2016 |

## Reprezentanci

### Boks
| Konkurencja              | Zawodnik     | 1/16 finału | 1/16 finału | 1/8 finału | 1/8 finału | Ćwierćfinał | Ćwierćfinał | Półfinał   | Półfinał | Finał      | Finał | Miejsce |
| Konkurencja              | Zawodnik     | Przeciwnik  | Wynik       | Przeciwnik | Wynik      | Przeciwnik  | Wynik       | Przeciwnik | Wynik    | Przeciwnik | Wynik | Miejsce |
| ------------------------ | ------------ | ----------- | ----------- | ---------- | ---------- | ----------- | ----------- | ---------- | -------- | ---------- | ----- | ------- |
| waga półśrednia mężczyzn | Winston Hill | Margarjan   | 0-3 P       | NQ         | NQ         | NQ          | NQ          | NQ         | NQ       | NQ         | NQ    | NQ      |

### Judo
| Konkurencja            | Zawodnik       | 1/32       | 1/32  | 1/16       | 1/16      | 1/8        | 1/8   | Ćwierćfinał | Ćwierćfinał | Półfinał   | Półfinał | Repasaż    | Repasaż | Finał/BM   | Finał/BM | Miejsce |
| Konkurencja            | Zawodnik       | Przeciwnik | Wynik | Przeciwnik | Wynik     | Przeciwnik | Wynik | Przeciwnik  | Wynik       | Przeciwnik | Wynik    | Przeciwnik | Wynik   | Przeciwnik | Wynik    | Miejsce |
| ---------------------- | -------------- | ---------- | ----- | ---------- | --------- | ---------- | ----- | ----------- | ----------- | ---------- | -------- | ---------- | ------- | ---------- | -------- | ------- |
| waga do 81 kg mężczyzn | Josateki Naulu | BYE        | BYE   | Sabirov    | 001-100 P | NQ         | NQ    | NQ          | NQ          | NQ         | NQ       | NQ         | NQ      | NQ         | NQ       | NQ      |

### Lekkoatletyka
Konkurencje biegowe
| Konkurencja          | Zawodniczka    | Eliminacje | Eliminacje | Ćwierćfinał | Ćwierćfinał | Półfinał | Półfinał | Finał | Finał   | Miejsce |
| Konkurencja          | Zawodniczka    | Wynik      | Miejsce    | Wynik       | Miejsce     | Wynik    | Miejsce  | Wynik | Miejsce | Miejsce |
| -------------------- | -------------- | ---------- | ---------- | ----------- | ----------- | -------- | -------- | ----- | ------- | ------- |
| bieg na 100 m kobiet | Sisila Seavula | 12,34      | 2.         | 12,48       | 8.          | NQ       | NQ       | NQ    | NQ      | 63.     |

Konkurencje techniczne
| Konkurencja             | Zawodnik        | Kwalifikacje | Kwalifikacje | Finał | Finał   | Miejsce |
| Konkurencja             | Zawodnik        | Wynik        | Miejsce      | Wynik | Miejsce | Miejsce |
| ----------------------- | --------------- | ------------ | ------------ | ----- | ------- | ------- |
| rzut oszczepem mężczyzn | Leslie Copeland | 76,04        | 17.          | NQ    | NQ      | 32.     |

### Łucznictwo
| Konkurencja             | Zawodnik  | Runda rankingowa | Runda rankingowa | 1/32 finału | 1/32 finału | 1/16 finału | 1/16 finału | 1/8 finału | 1/8 finału | Ćwierćfinał | Ćwierćfinał | Półfinał   | Półfinał | Finał/BM   | Finał/BM | Miejsce |
| Konkurencja             | Zawodnik  | Wynik            | Rozstawienie     | Przeciwnik  | Wynik       | Przeciwnik  | Wynik       | Przeciwnik | Wynik      | Przeciwnik  | Wynik       | Przeciwnik | Wynik    | Przeciwnik | Wynik    | Miejsce |
| ----------------------- | --------- | ---------------- | ---------------- | ----------- | ----------- | ----------- | ----------- | ---------- | ---------- | ----------- | ----------- | ---------- | -------- | ---------- | -------- | ------- |
| mężczyźni indywidualnie | Rob Elder | 635              | 56.              | Wei C-h     | 0-6 P       | NQ          | NQ          | NQ         | NQ         | NQ          | NQ          | NQ         | NQ       | NQ         | NQ       | NQ      |

### Piłka nożna

#### Turniej mężczyzn
Faza grupowa
| 4 sierpnia 2016 20:00 | Fidżi | 0:8(0:1) | Korea Południowa · 32', 63', 90+3' Ryu · 62', 63' Kwon · 72' Son · 77', 90' Suk | Fonte Nova, Salvador Sędzia: Malang Diedhiou |
|                       |       |          |                                                                                 |                                              |

| 7 sierpnia 2016 13:00 | Fidżi · Krishna 10' | 1:5(1:0) | Meksyk · 48', 55', 58', 73' Gutiérrez · 67' Salcedo | Fonte Nova, Salvador Sędzia: Gehad Grisha |
|                       |                     |          |                                                     |                                           |

| 10 sierpnia 2016 16:00 | Niemcy · Gnabry 8', 45' · Petersen 14', 33', 40', 63' (k) · Meyer 30', 49', 52' | 10:0(6:0) | Fidżi | Mineirão, Belo Horizonte Sędzia: Fahad Al-Mirdasi |
|                        |                                                                                 |           |       |                                                   |

Tabela końcowa grupy C
| Zespół           | Pkt | M | W | R | P | Br+ | Br- | +/- |
| ---------------- | --- | - | - | - | - | --- | --- | --- |
| Korea Południowa | 7   | 3 | 2 | 1 | 0 | 12  | 3   | +9  |
| Niemcy           | 5   | 3 | 1 | 2 | 0 | 15  | 5   | +10 |
| Meksyk           | 4   | 3 | 1 | 1 | 1 | 7   | 4   | +3  |
| Fidżi            | 0   | 3 | 0 | 0 | 3 | 1   | 23  | -22 |

### Pływanie
| Konkurencja                   | Zawodnik          | Eliminacje | Eliminacje | Półfinał | Półfinał | Finał | Finał   | Miejsce |
| Konkurencja                   | Zawodnik          | Wynik      | Miejsce    | Wynik    | Miejsce  | Wynik | Miejsce | Miejsce |
| ----------------------------- | ----------------- | ---------- | ---------- | -------- | -------- | ----- | ------- | ------- |
| 50 m stylem dowolnym mężczyzn | Meli Malani       | 23,88      | 51.        | NQ       | NQ       | NQ    | NQ      | NQ      |
| 200 m stylem dowolnym kobiet  | Matelita Buadromo | 2:05,49    | 40.        | NQ       | NQ       | NQ    | NQ      | NQ      |

### Podnoszenie ciężarów
| Konkurencja            | Zawodnik        | Waga  | Rwanie | Rwanie | Rwanie | Podrzut | Podrzut | Podrzut | Wynik | Miejsce |
| Konkurencja            | Zawodnik        | Waga  | 1      | 2      | 3      | 1       | 2       | 3       | Wynik | Miejsce |
| ---------------------- | --------------- | ----- | ------ | ------ | ------ | ------- | ------- | ------- | ----- | ------- |
| waga do 69 kg kobiet   | Apolonia Vaivai | 68,88 | 88     | 88     | 92     | 108     | 113     | 117     | 201   | 11.     |
| waga do 56 kg mężczyzn | Manueli Tulo    | 55,81 | 103    | 106    | 109    | 130     | 136     | 139     | 242   | 13.     |

### Rugby 7

#### Turniej kobiet
Skład reprezentacji
Ana Roqica (kapitan)
Merewal Cumu
Rusila Nagasau
Litia Naiqato
Timaima Ravisa
Viniana Riwai
Asena Rokomarama
Timalma Tamoi
Rebecca Tavo
Lavenia Tinai
Luisa Tisolo
Jiowana Sauto
Trener:  Chris Cracknell
Faza grupowa
| 6 sierpnia 201613:00 | Stany Zjednoczone              | 7:12(0:7) | Fidżi                        | Deodoro Stadium, Rio de Janeiro Sędzia: Rasta Rasivhenge |
| 6 sierpnia 201613:00 | Kelter 5 (P) Baravilala 2 (pd) | 7:12(0:7) | Tisolo 7 (P pd) Ravisa 5 (P) | Deodoro Stadium, Rio de Janeiro Sędzia: Rasta Rasivhenge |

| 6 sierpnia 201618:30 | Australia                                                                 | 36:0(19:0) | Fidżi | Deodoro Stadium, Rio de Janeiro Sędzia: Sara Cox |
| 6 sierpnia 201618:30 | Tonegato 10 (2P) Caslick 5 (P) Dalton 11 (P 3pd) Cherry 5 (P) Green 5 (P) | 36:0(19:0) |       | Deodoro Stadium, Rio de Janeiro Sędzia: Sara Cox |
| 6 sierpnia 201618:30 | Żółte kartki: · 7' Naiqato                                                | 36:0(19:0) |       | Deodoro Stadium, Rio de Janeiro Sędzia: Sara Cox |

| 7 sierpnia 201613:00 | Fidżi                                                                    | 36:0(24:0) | Kolumbia | Deodoro Stadium, Rio de Janeiro Sędzia: Rose Labreche |
| 7 sierpnia 201613:00 | Daveua 10 (2P) Tinai 9 (P 2pd) Roqica 5 (P) Riwai 7 (P pd) Nagasau 5 (P) | 36:0(24:0) |          | Deodoro Stadium, Rio de Janeiro Sędzia: Rose Labreche |
| 7 sierpnia 201613:00 | Żółte kartki: · 5' Tinai                                                 | 36:0(24:0) |          | Deodoro Stadium, Rio de Janeiro Sędzia: Rose Labreche |

Faza pucharowa
1/4 finału
| 7 sierpnia 201618:00 | Wielka Brytania                                             | 26:7(19:7) | Fidżi                      | Deodoro Stadium, Rio de Janeiro Sędzia: Alhambra Nievas |
| 7 sierpnia 201618:00 | Brown 10 (2P) Richardson 5 (P) McLean 6 (3pd) Watmore 5 (P) | 26:7(19:7) | Naiqato 5 (P) Tinai 2 (pd) | Deodoro Stadium, Rio de Janeiro Sędzia: Alhambra Nievas |

Mecz o miejsca 5–8
| 8 sierpnia 201614:00 | Fidżi                   | 7:12(7:0) | Stany Zjednoczone              | Deodoro Stadium, Rio de Janeiro Sędzia: Jessica Beard |
| 8 sierpnia 201614:00 | Tavo 5 (P) Tinai 2 (pd) | 7:12(7:0) | Kelter 7 (P pd) Stephens 5 (P) | Deodoro Stadium, Rio de Janeiro Sędzia: Jessica Beard |

Mecz o miejsca 7–8
| 8 sierpnia 201617:30 | Hiszpania                                       | 21:0(14:0) | Fidżi | Deodoro Stadium, Rio de Janeiro Sędzia: Beatrice Benvenuti |
| 8 sierpnia 201617:30 | García 11 (P 3pd) Erbina 5 (P) Echebarría 5 (P) | 21:0(14:0) |       | Deodoro Stadium, Rio de Janeiro Sędzia: Beatrice Benvenuti |

Zdobywczynie punktów dla Fidżi
| Miejsce | Zawodniczka     | Punkty zdobyte z przyłożenia | Punkty zdobyte z podwyższenia | Punkty zdobyte z otwartej gry | Punkty zdobyte z rzutu karnego | Suma |
| ------- | --------------- | ---------------------------- | ----------------------------- | ----------------------------- | ------------------------------ | ---- |
| 1.      | Lavenia Tinai   | 5                            | 8                             | 0                             | 0                              | 13   |
| 2.      | Raijieli Daveua | 10                           | 0                             | 0                             | 0                              | 10   |
| 3.      | Viniana Riwai   | 5                            | 2                             | 0                             | 0                              | 7    |
| 3.      | Luisa Tisolo    | 5                            | 2                             | 0                             | 0                              | 7    |
| 5.      | Rusila Nagasau  | 5                            | 0                             | 0                             | 0                              | 5    |
| 5.      | Litia Naiqato   | 5                            | 0                             | 0                             | 0                              | 5    |
| 5.      | Timaima Ravisa  | 5                            | 0                             | 0                             | 0                              | 5    |
| 5.      | Ana Roqica      | 5                            | 0                             | 0                             | 0                              | 5    |
| 5.      | Rebecca Tavo    | 5                            | 0                             | 0                             | 0                              | 5    |

#### Turniej mężczyzn
Skład reprezentacji
Osea Kolinisau (kapitan)
Apisai Domolailai
Jasa Veremalua
Josua Tuisova
Kitione Taliga
Leone Nakarawa
Samisoni Viriviri
Savenaca Rawaca
Semi Kunatani
Jerry Tuwai
Vatemo Ravouvou
Viliame Mata
Masivesi Dakuwaqa
Trener:  Ben Ryan
Faza grupowa
| 9 sierpnia 201613:30 | Fidżi                                                                                | 40:12(7:5) | Brazylia                                   | Deodoro Stadium, Rio de Janeiro Sędzia: Federico Anselmi |
| 9 sierpnia 201613:30 | Veremalua 10 (2P) Kolinisau 7 (P pd) Ravouvou 8 (4pd) Tuisova 10 (2P) Viriviri 5 (P) | 40:12(7:5) | Claro 5 (P) Albuquerque 5 (P) Silva 2 (pd) | Deodoro Stadium, Rio de Janeiro Sędzia: Federico Anselmi |

| 9 sierpnia 201618:30 | Fidżi                                                          | 21:14(7:7) | Argentyna                                | Deodoro Stadium, Rio de Janeiro Sędzia: Rasta Rasivhenge |
| 9 sierpnia 201618:30 | Kolinisau 4 (2pd) Tuisova 5 (P) Ravouvou 2 (pd) Taliga 10 (2P) | 21:14(7:7) | Álvarez 5 (P) Revol 4 (2pd) Sábato 5 (P) | Deodoro Stadium, Rio de Janeiro Sędzia: Rasta Rasivhenge |

| 10 sierpnia 201613:30 | Fidżi                                                        | 24:19(12:7) | Stany Zjednoczone                                    | Deodoro Stadium, Rio de Janeiro Sędzia: Richard Kelly |
| 10 sierpnia 201613:30 | Kunatani 5 (P) Kolinisau 9 (P 2pd) Ravouvou 5 (P) Mata 5 (P) | 24:19(12:7) | Barrett 5 (P) Hughes 4 (2pd) Baker 5 (P) Ebner 5 (P) | Deodoro Stadium, Rio de Janeiro Sędzia: Richard Kelly |
| 10 sierpnia 201613:30 | Żółte kartki: · 7' Kolinisau                                 | 24:19(12:7) |                                                      | Deodoro Stadium, Rio de Janeiro Sędzia: Richard Kelly |

Faza pucharowa
1/4 finału
| 10 sierpnia 201617:00 | Fidżi                          | 12:7(5:7) | Nowa Zelandia          | Deodoro Stadium, Rio de Janeiro Sędzia: Rasta Rasivhenge |
| 10 sierpnia 201617:00 | Kolinisau 7 (P pd) Tuwai 5 (P) | 12:7(5:7) | Pulu 2 (pd) Kaka 5 (P) | Deodoro Stadium, Rio de Janeiro Sędzia: Rasta Rasivhenge |
| 10 sierpnia 201617:00 | Żółte kartki: · 5' Kaka        | 12:7(5:7) |                        | Deodoro Stadium, Rio de Janeiro Sędzia: Rasta Rasivhenge |

1/2 finału
| 11 sierpnia 201614:30 | Fidżi                                                   | 20:5(10:5) | Japonia                   | Deodoro Stadium, Rio de Janeiro Sędzia: Mike Adamson |
| 11 sierpnia 201614:30 | Kunatani 5 (P) Tuisova 5 (P) Tuwai 5 (P) Ravouvou 5 (P) | 20:5(10:5) | Gotō 5 (P)                | Deodoro Stadium, Rio de Janeiro Sędzia: Mike Adamson |
| 11 sierpnia 201614:30 | Żółte kartki: · 3' Ravouvou                             | 20:5(10:5) | Żółte kartki: · 3' Lemeki | Deodoro Stadium, Rio de Janeiro Sędzia: Mike Adamson |

Finał
| 11 sierpnia 201619:00 | Fidżi | 43:7(29:0) | Wielka Brytania            | Deodoro Stadium, Rio de Janeiro Sędzia: Rasta Rasivhenge |
| 11 sierpnia 201619:00 | Veremalua 5 (P) Nakarawa 5 (P) Kolinisau 9 (P 2pd) Tuwai 5 (P) Ravouvou 7 (P pd) Mata 5 (P) Taliga 2 (pd) Tuisova 5 (P) | 43:7(29:0) | Norton 5 (P) Watson 2 (pd) | Deodoro Stadium, Rio de Janeiro Sędzia: Rasta Rasivhenge |

Zdobywcy punktów dla Fidżi
| Miejsce | Zawodnik          | Punkty zdobyte z przyłożenia | Punkty zdobyte z podwyższenia | Punkty zdobyte z otwartej gry | Punkty zdobyte z rzutu karnego | Suma |
| ------- | ----------------- | ---------------------------- | ----------------------------- | ----------------------------- | ------------------------------ | ---- |
| 1.      | Osea Kolinisau    | 20                           | 16                            | 0                             | 0                              | 36   |
| 2.      | Vatemo Ravouvou   | 15                           | 12                            | 0                             | 0                              | 27   |
| 3.      | Josua Tuisova     | 25                           | 0                             | 0                             | 0                              | 25   |
| 4.      | Jerry Tuwai       | 15                           | 0                             | 0                             | 0                              | 15   |
| 4.      | Jasa Veremalua    | 15                           | 0                             | 0                             | 0                              | 15   |
| 6.      | Kitione Taliga    | 10                           | 2                             | 0                             | 0                              | 12   |
| 7.      | Semi Kunatani     | 10                           | 0                             | 0                             | 0                              | 10   |
| 7.      | Viliame Mata      | 10                           | 0                             | 0                             | 0                              | 10   |
| 9.      | Leone Nakarawa    | 5                            | 0                             | 0                             | 0                              | 5    |
| 9.      | Samisoni Viriviri | 5                            | 0                             | 0                             | 0                              | 5    |

### Strzelectwo
| Konkurencja   | Zawodnik    | Kwalifikacje | Kwalifikacje | Półfinał | Półfinał | Finał | Finał   | Miejsce |
| Konkurencja   | Zawodnik    | Wynik        | Miejsce      | Wynik    | Miejsce  | Wynik | Miejsce | Miejsce |
| ------------- | ----------- | ------------ | ------------ | -------- | -------- | ----- | ------- | ------- |
| trap mężczyzn | Glenn Kable | 112 pkt      | 23.          | NQ       | NQ       | NQ    | NQ      | NQ      |

### Tenis stołowy
| Konkurencja   | Zawodnik  | Eliminacje | Eliminacje | I runda    | I runda | II runda   | II runda | III runda  | III runda | IV runda   | IV runda | Ćwierćfinał | Ćwierćfinał | Półfinał   | Półfinał | Finał/BM   | Finał/BM | Miejsce |
| Konkurencja   | Zawodnik  | Przeciwnik | Wynik      | Przeciwnik | Wynik   | Przeciwnik | Wynik    | Przeciwnik | Wynik     | Przeciwnik | Wynik    | Przeciwnik  | Wynik       | Przeciwnik | Wynik    | Przeciwnik | Wynik    | Miejsce |
| ------------- | --------- | ---------- | ---------- | ---------- | ------- | ---------- | -------- | ---------- | --------- | ---------- | -------- | ----------- | ----------- | ---------- | -------- | ---------- | -------- | ------- |
| singel kobiet | Sally Yee | Edem       | 0-4 P      | NQ         | NQ      | NQ         | NQ       | NQ         | NQ        | NQ         | NQ       | NQ          | NQ          | NQ         | NQ       | NQ         | NQ       | NQ      |